# Campionati europei di atletica leggera 1938 - 1500 metri piani
I 1500 metri piani maschili ai campionati europei di atletica leggera 1938 si sono svolti tra il 3 e il 5 settembre 1938.

## Podio
| Oro     | Sydney Wooderson Gran Bretagna |
| Argento | Joseph Mostert Belgio          |
| Bronzo  | Luigi Beccali Italia           |

## Risultati

### Semifinali
Passano alla finale i primi cinque atleti di ogni batteria (Q).

#### Semifinale 1
| Posizione | Nome             | Nazionalità   | Tempo  | Note |
| --------- | ---------------- | ------------- | ------ | ---- |
| 1         | Joseph Mostert   | Belgio        | 3'57"7 | Q    |
| 2         | Toivo Sarkama    | Finlandia     | 3'57"8 | Q    |
| 3         | Sydney Wooderson | Gran Bretagna | 3'58"1 | Q    |
| 4         | Ingvar Haglund   | Svezia        | 3'59"5 | Q    |
| 5         | Robert Goix      | Francia       | 4'09"0 | Q    |
| 6         | Renzo Zipoli     | Italia        | 4'11"0 |      |
| 7         | Frits de Ruyter  | Paesi Bassi   | n/d    |      |

#### Semifinale 2
| Posizione | Nome             | Nazionalità   | Tempo  | Note |
| --------- | ---------------- | ------------- | ------ | ---- |
| 1         | Luigi Beccali    | Italia        | 4'02"0 | Q    |
| 2         | Niilo Hartikka   | Finlandia     | 4'02"3 | Q    |
| 3         | Jim Alford       | Gran Bretagna | 4'02"5 | Q    |
| 4         | Pierre Leichtnam | Francia       | 4'03"1 | Q    |
| 5         | Jan Staniszewski | Polonia       | 4'03"6 | Q    |
| 6         | Jean Deloge      | Lussemburgo   | 4'12"1 |      |
|           | Åke Jansson      | Svezia        | dnf    |      |

### Finale
| Pos.    | Nome             | Nazionalità   | Tempo  | Note                  |
| ------- | ---------------- | ------------- | ------ | --------------------- |
| Oro     | Sydney Wooderson | Gran Bretagna | 3'53"6 | Record dei campionati |
| Argento | Joseph Mostert   | Belgio        | 3'54"5 |                       |
| Bronzo  | Luigi Beccali    | Italia        | 3'55"2 |                       |
| 4       | Niilo Hartikka   | Finlandia     | 3'56"5 |                       |
| 5       | Toivo Sarkama    | Finlandia     | 3'56"7 |                       |
| 6       | Jan Staniszewski | Polonia       | 3'58"4 |                       |
| 7       | Jim Alford       | Gran Bretagna | 4'03"0 |                       |
| 8       | Ingvar Haglund   | Svezia        | 4'08"2 |                       |
| 9       | Robert Goix      | Francia       | 4'10"0 |                       |
|         | Pierre Leichtnam | Francia       | dnf    |                       |